# 伊布斯河畔克马滕
伊布斯河畔克马滕是奥地利下奥地利州阿姆施泰滕县的一个市镇。总面积11平方公里，总人口2484人，人口密度225.8人/平方公里（2005年）。